# フアナ・モリーナ
フアナ・ロサリオ・モリーナ（Juana Rosario Molina、1961年10月1日 - ）は、アルゼンチン、ブエノスアイレス出身のシンガーソングライター、女優。

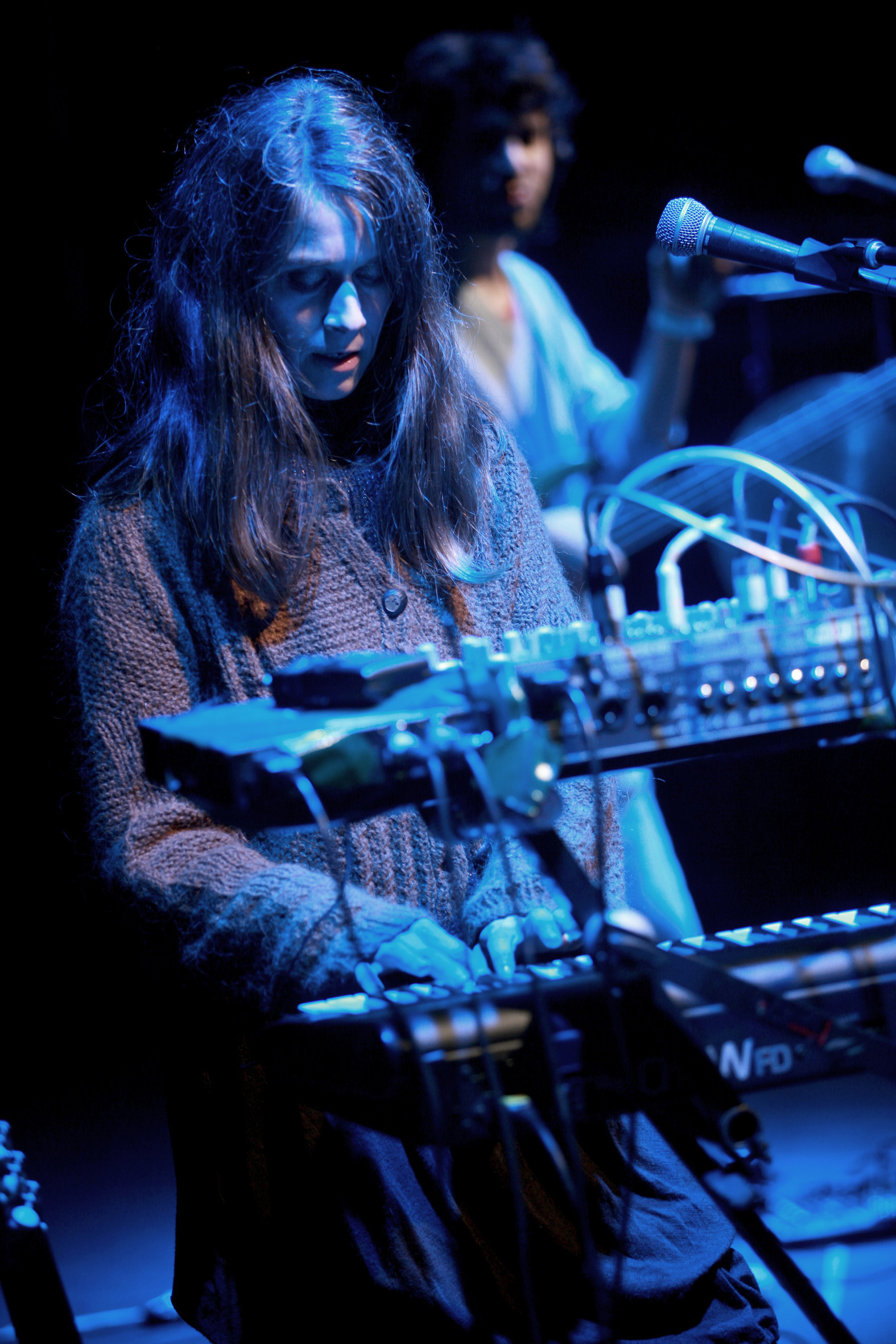
ブエノスアイレスにて（2009年）

## 来歴

### 1961-1987年：キャリア初期まで
1961年10月1日にアルゼンチンのブエノスアイレスで、アーティスト一家の長女として生まれる。父親は有名なタンゴ歌手のHoracio Molina、母親は女優でモデルのChunchuna Villafañeであり、一番下の妹も女優や歌手として活動している。レコードを集めるのが趣味の母親の影響でさまざまなタイプの音楽に触れて育ち、5歳からギターを習い始めた。6歳になると、父親とともに初めての歌（Te regalo esta canción；この歌をあなたに贈ります）をレコードし、母の日にプレゼントした。そしてこの歌は、父親によりリリースされ（フアナは知らなかった）4万5千枚を売り上げた。後にはテレビ番組で父親とともにこの歌を披露している。1976年、イサベル・ペロンによる独裁政権の影響を受け、家族とともにパリに移り住んだ。そこで、現在ワールドミュージックとして知られる音楽をラジオから聞き、また、スペインのヒッピー家族からインドの伝統音楽を紹介され、この期間は現在の彼女の音楽性に大きな影響を持った。1981年に、フアナはブエノスアイレスに戻った。

### 1988-1994年：テレビでの成功
音楽により生計を立てられなかったため、フアナは時間がかからず給料の良い仕事を探すことを決意し、テレビの仕事に決めた。自宅でオーディション用のテープを作成し、それがきっかけで同日に契約を得ることができた。テレビでの最初の仕事は1988年の「La noticia rebelde」であり、さまざまな社会階層の女性を模倣し演じるスケッチコメディ女優として活躍した。1991年に開始した「Juana y sus hermanas（フアナと姉妹）」により、アルゼンチンでの最も人気のあるコメディアンになり、他のラテンアメリカ諸国にも放送されるようになった。1993年に第一子を妊娠したことをきっかけに、この先の道を考え、ずっと望んでいた音楽活動を優先するため、1994年にコメディアンとして活動を休止した。

### 1995-2001年：『ララ』と『セグンド』
初アルバムとなる『ララ』を1996年に、アカデミー作曲賞を受賞しているグスタボ・サンタオラージャによってプロデュースされリリースした。しかし、このアルバムは経済的に成功せず、さらにテレビでしていたような振る舞いを期待している観客にも受け入れられなかった。一方アメリカのロサンゼルスでの評判はよく、ドリームワークスレコードからの依頼を受けることにつながった。ドリームワークスレコードとの契約にはいたらなかったものの、この音源はセカンドアルバムの『セグンド』となった。
3rdアルバム『トレス・コサス』は『ニューヨーク・タイムズ』の「Top Ten Records of 2004」に選ばれた。
2006年、高橋幸宏、レイハラカミとジョイントで恵比寿リキッドルームでライヴを行った。2009年、フジロックフェスティバルで再度日本を訪れ、2日間で3ステージ（木道亭・ジプシーアバロン・オレンジコート）ライブを披露した。
2015年2月、代官山 晴れたら空に豆まいてプレゼンツで日本ツアーを開催した。2月5日には大阪のリキッドルームにて「フアナ・モリーナx相対性理論 開催。2月8日には東京・代官山の「晴れたら空に豆まいて」にて、ワンマン公演開催。

## 作品

### アルバム
1. ララ - Rara （1996年）
2. セグンド - Segundo （2000年）
3. トレス・コサス - Tres Cosas （2002年）
4. ソン - Son （2006年）
5. ウン・ディア - Un Día （2008年）
6. ウェンズデイ21 - Wed 21 （2013年）
7. ヘイロー - Halo （2017年）
8. Anrmal （2020年）*ライブ・アルバム